# Lucilia graphita
Lucilia graphita är en tvåvingeart som beskrevs av Shannon 1926. Lucilia graphita ingår i släktet Lucilia och familjen spyflugor. Inga underarter finns listade i Catalogue of Life.